# Rudolf Niemira
Rudolf Niemira, poljski general, * 1886, † 1952.